# Ivana Bodrožić
Ivana Bodrožić (Vukovar, 1982) hrvatska je književnica.

## Biografija
Rođena je 1982. godine u Vukovaru. Opštu gimnaziju pohađala je u Zagrebu, a magistrirala je na studijama filozofije i kroatistike Sveučilišta u Zagrebu. 
Za vrijeme rata 1990-ih njen otac Ante ubijen je na Ovčari (službeno se vodi kao nestao), a ona je s majkom i bratom kao izbjeglica živjela u Zagrebu i Kumrovcu. Od 2006. do 2016. imala je dvostruko prezime Simić-Bodrožić, dok je bila u braku s književnikom i urednikom Romanom Simićem.
Za zbirku poezije Prvi korak u tamu objavljenu 2005. godine nagrađena je uglednom književnom nagradom Goran za mlade pjesnike. Za istu zbirku dobija nagradu Matice hrvatske Kvirin, za najboljeg pjesnika do 35 godina. Poeziju objavljuje u raznim književnim časopisima (Vijenac, Quorum, Poezija), a uvrštena je i u antologiju savremene hrvatske poezije Utjeha kaosa Miroslava Mićanovića, kao najmlađa autorka. Takođe je uvrštena u antologiju Damira Šodana Drugom stranom. Pjesme su joj prevođene na razne evropske jezike, a prevod cjelovite zbirke Prvi korak u tamu izašao je na španskom jeziku.
Roman Hotel Zagorje (objavljen 2010. godine u izdavačkoj kući Profil) nagrađen je sljedećim nagradama: Josip i Ivan Kozarac (Povelja uspješnosti); Kočićevo pero, Banjaluka — Beograd (za izvanredne uspjehe u savremenoj književnosti); Kiklop — za najbolje prozno djelo. Godine 2012. izašao je njemački prevod tog romana u uglednoj izdavačkoj kući Hanser, te u francuskoj Acte Sud. Roman je objavljen i u Srbiji, te na slovenačkom, češkom, makedonskom, turskom i danskom jeziku. Prema istom djelu, kao koscenaristkinja, Ivana Bodrožić zajedno s nagrađivanom bosanskohercegovačkom rediteljkom Jasmilom Žbanić napisala je scenario za igrani film. Dobitnica je Večernjakove nagrade „Ranko Marinković” (2. mjesto) za najbolju kratku priču u 2011. godini.
Potpisnica je Deklaracije o zajedničkom jeziku.

## Djela (izbor)
- 000561639.

špansko izdanje: Primer paso a la oscuridad, Baile del Sol, Tenerife, 2011.
- 000726763.  2837027.  3776951.

Inozemna izdanja:
Hotel Zagorje, Modrijan, Ljubljana, 2011.
Hotel Zagorje, Rende, Beograd, 2011.
Hôtel Z, Actes Sud, Arl, 2012.
Hotel , Zsolnay Verlag, Beč, 2012.
Hotel Zagorje, Magor, Skoplje, 2012.
Hotel Zagorje, Paseka, Prag—Litomišl, 2012.
, , Istanbul, 2015.
Hotel Intetsteds, Tiderne Skifter, Kopenhagen, 2015.
- 000799708.  189480972.  19385606.
- 000838363.
- 000874624.  203510796.  20841222.
- 000940397.

## Nagrade
- 2005. Goran za mlade pjesnike (za rukopis Prvi korak u tamu)[8]
- 2005. Kvirin, za najbolju pjesničku knjigu autora do 35 godina (za zbirku pjesama Prvi korak u tamu)[9]
- 2010. Kočićevo pero za roman Hotel Zagorje[10]
- 2010. Kiklop za prozno djelo godine[11]

## Spoljašnje veze
- Ivana Bodrožić u katalogu Nacionalne i univerzitetske biblioteke u Zagrebu, sa popisom pristupačnih djela u bibliografskoj bazi
- Ivana Bodrožić na sajtu  (jezik: engleski)
- Ivana Bodrožić na sajtu  (jezik: engleski)
- Djela čiji je autor Ivana Bodrožić Архивирано на веб-сајту  (31. јануар 2020) u međunarodnoj normativnoj datoteci
- Djela Ivane Bodrožić u kolekciji
- Djela kojima je autor Ivana Bodrožić dostupna u digitalnoj biblioteci
- U Njemačkoj objavljena djela Ivane Bodrožić u katalogu Njemačke nacionalne biblioteke
- Ivana Bodrožić u katalogu Kongrasne biblioteke
- Indeksiranost djela Ivane Bodrožić u kolekciji
- Biografija Ivane Bodrožić na sajtu Hrvatskog društva pisaca
- 2015 Ivana Bodrožić moderira Književni petak na temu "Rodu o jeziku" na sajtu